# Моршен
Моршен (њем. Morschen) општина је у њемачкој савезној држави Хесен. Једно је од 27 општинских средишта округа Швалм-Едер. Према процјени из 2010. у општини је живјело 3.690 становника. Посједује регионалну шифру (AGS) 6634015.

## Географски и демографски подаци
Моршен се налази у савезној држави Хесен у округу Швалм-Едер. Општина се налази на надморској висини од 201 метра. Површина општине износи 47,9 km². У самом мјесту је, према процјени из 2010. године, живјело 3.690 становника. Просјечна густина становништва износи 77 становника/km².